# کاناش
شهر کاناش (به روسی: Канаш) در کشور روسیه و در جمهوری چواشستان واقع شده‌است.